# Parafia bł. Stefana Wyszyńskiego w Olsztynie
Parafia błogosławionego Stefana Wyszyńskiego w Olsztynie – rzymskokatolicka parafia w Olsztynie, należąca do archidiecezji warmińskiej i dekanatu Olsztyn Południe. Została utworzona 1 lipca 1990 jako parafia błogosławionej Franciszki Siedliskiej. Kościół parafialny mieści się przy ulicy Wilczyńskiego. Zasięgiem obejmuje osiedle Pieczewo oraz płd.-wsch. część osiedla Jaroty. Parafię prowadzą księża diecezjalni. W 2021 roku zmieniła nazwę na obecną.

## Historia
Parafia została wydzielona z części osiedla dotychczas administrowanej przez Parafię Bogurodzicy Dziewicy Matki Kościoła. Jako patronkę otrzymała s. Marię od Pana Jezusa Dobrego Pasterza (Franciszkę Siedliską), beatyfikowaną przez papieża Jana Pawła II 23 kwietnia 1989 r. w Rzymie. Diecezja Warmińska, w celu budowy w tym miejscu obiektów parafialnych, uzyskała działkę przy skrzyżowaniu ulic biskupów Krasickiego i Wilczyńskiego. Wspólnota rozpoczynała swoje życie parafialne gromadząc się wokół polowego ołtarza ustawionego na trawniku koło bloku przy ul. Herdera 6. Już w 1990 roku udało się zbudować tymczasową kaplicę, która służyła wiernym aż do 2010 r.
Pierwszym proboszczem parafii został ks. kan. Romuald Zapadka, dotychczasowy proboszcz w parafii Najświętszego Zbawiciela w Głotowie k. Dobrego Miasta. Pierwszym wikariuszem był ś.p. ks. Jerzy Kupeć. Na duszpasterzach spoczął obowiązek organizacji katechizacji dzieci i młodzieży, uczących się w szkołach położonych na terenie parafii. Od 2023 r. drugim proboszczem parafii jest ks. Artur Miziej. 
Parafia początkowo borykała się z problemami lokalowymi: nie było budynku plebanii, a zakrystia została zlokalizowana w mieszkaniu prywatnym. Ogromnym ułatwieniem było powstanie świątyni tymczasowej, w której przez wiele lat funkcjonował sklepik parafialny. Z biegiem lat ukończono budowę domu parafialnego (dotychczas stan surowy), w którym zamieszkali pracujący księża, oraz w którym umiejscowiono kancelarię parafialną. W budynku znajduje się również salka przeznaczona do spotkań duszpasterskich oraz Parafialny Oddział Caritas.